# إبراهيم الحكمي
إبراهيم الحكمي، مغني سعودي وُلد في قرية مزهره في منطقة جازان، (2 مايو 1979 م). منذ طفولته كان مولعا بالغناء، إلا أن التقاليد الاجتماعية التي كان يخضع لها جعلته يكتم موهبته ورغباته إلى حدود سن الخامسة عشر، حينها غنى أمام أفراد عائلته وأقاربه فاكتشف فيه الجميع قدرات صوتية متميّزة.
بدأ إبراهيم بالعزف على الأورغ والغناء في حفلات الأعراس العائلية ثم توسّع نشاطه بعد ما لقيه من إعجاب وتشجيع من المحيطين به. شارك إبراهيم الحكمي في برنامج اكتشاف المواهب سوبر ستار الموسم الثالث. وتمكّن من الفوز باللقب بعد مشوار من المنافسة، حيث استطاع أن يكسب ثقة لجنة التحكيم وأصوات الجمهور حيث فاز بنسبة 53% من مجموع الأصوات أمام المتسابقة السورية شهد برمدا التي احتلت المرتبة الثانية.
أصدر إبراهيم الحكمي أول ألبوم غنائي خاص بعد فوزه باللقب سنة 2006م وكان بعنوان «صدقني» من إنتاج شركة «التكامل للإنتاج والتوزيع الفني» التي وقع معها عقد لمدة خمس سنوات. صوّر إبراهيم ثلاث أغاني من الألبوم بطريقة الفيديو كليب «صدقني»، «شوبني» وأغنية «الليلة» وقد تزامن بثها مع صدور الألبوم مما ساهم في زيادة انتشاره. شارك إبراهيم في بعض المهرجانات على غرار مهرجان هلا فبراير في الكويت ومهرجان الدوحة وغيرها من المهرجانات كما أنه غنى تتر بداية ونهاية مسلسل جبل الحلال للفنان الراحل محمود عبد العزيز وقام بغناء تتر مسلسل الطوفان وتتر مسلسل في يوم وليلة للفنان صلاح عبد الله.

## ألبومات
- صدقني (2006)
- من عرفته (2014)